# Daedalma parvomaculata
Daedalma parvomaculata är en fjärilsart som beskrevs av Krüger 1924. Daedalma parvomaculata ingår i släktet Daedalma och familjen praktfjärilar. Inga underarter finns listade i Catalogue of Life.